# Cohors II Hispanorum (Mauretania Tingitana)
Dieser Artikel behandelt die in der römischen Provinz Mauretania Tingitana stationierte Auxiliareinheit Cohors II Hispanorum. Zu den sonstigen Kohorten mit dieser Bezeichnung siehe Cohors II Hispanorum.
Die Cohors II Hispanorum [civium Romanorum] (deutsch 2. Kohorte der Hispanier [der römischen Bürger]) war eine römische Auxiliareinheit. Sie ist durch Militärdiplome und Inschriften belegt. In der Notitia dignitatum wird sie als Cohors secunda Hispanorum bezeichnet.

## Namensbestandteile
- Cohors: Die Kohorte war eine Infanterieeinheit der Auxiliartruppen in der römischen Armee.

- II: Die römische Zahl steht für die Ordnungszahl die zweite (lateinisch secunda). Daher wird der Name dieser Militäreinheit als Cohors secunda .. ausgesprochen.

- Hispanorum: der Hispanier. Die Soldaten der Kohorte wurden bei Aufstellung der Einheit auf dem Gebiet der römischen Provinz Hispania Tarraconensis rekrutiert.

- equitata:[1][A 1] teilberitten. Die Einheit war möglicherweise ein gemischter Verband aus Infanterie und Kavallerie.

- civium Romanorum: der römischen Bürger. Den Soldaten der Einheit war das römische Bürgerrecht zu einem bestimmten Zeitpunkt verliehen worden. Für Soldaten, die nach diesem Zeitpunkt in die Einheit aufgenommen wurden, galt dies aber nicht. Sie erhielten das römische Bürgerrecht erst mit ihrem ehrenvollen Abschied (Honesta missio) nach 25 Dienstjahren. Der Zusatz kommt in den Militärdiplomen von 109 bis 162/203 vor.

Da es keine Hinweise auf den Namenszusatz milliaria (1000 Mann) gibt, war die Einheit entweder eine  Cohors quingenaria peditata oder eine Cohors quingenaria equitata. Die Sollstärke der Kohorte lag entweder bei 480 Mann, bestehend aus 6 Centurien Infanterie mit jeweils 80 Mann oder bei 600 Mann (480 Mann Infanterie und 120 Reiter), bestehend aus 6 Centurien Infanterie sowie 4 Turmae Kavallerie mit jeweils 30 Reitern.

## Geschichte
Die Kohorte war in der Provinz Mauretania Tingitana stationiert. Sie ist auf Militärdiplomen für die Jahre 104 bis 162/203 n. Chr. aufgeführt.
Der erste Nachweis der Einheit in Mauretania Tingitana beruht auf einem Diplom, das auf 104 datiert ist. In dem Diplom wird die Kohorte als Teil der Truppen aufgeführt (siehe Römische Streitkräfte in Mauretania Tingitana), die in der Provinz stationiert waren. Weitere Diplome, die auf 109 bis 162/203 datiert sind, belegen die Einheit in derselben Provinz.
Letztmals erwähnt wird die Einheit in der Notitia dignitatum mit der Bezeichnung Cohors secunda Hispanorum für den Standort Duga. Sie war unter der Leitung eines Tribuns Teil der Truppen, die dem Oberkommando des Comes Tingitaniae unterstanden.

## Standorte
Standorte der Kohorte in Mauretania Tingitana waren:
- Duga: Die Einheit wird in der Notitia dignitatum für diesen Standort aufgeführt.

## Angehörige der Kohorte
Folgende Angehörige der Kohorte sind bekannt:

### Kommandeure
| - Lucius Aburnius Torquatus, ein Präfekt - Marcus Rossius Vitulus, | - Publius Postumius Acilianus, ein Präfekt - Titus Statius Praetuttianus, ein Präfekt |

### Sonstige
- []illiu[],[A 2] vermutlich ein Imaginifer (CIL 8, 9991)